# ヴァーツラフ・ノイマン
ヴァーツラフ・ノイマン （Václav Neumann, 1920年9月29日 - 1995年9月2日） は、チェコの指揮者。1968年から20年以上にわたってチェコ・フィルハーモニー管弦楽団の首席指揮者を務め、同管弦楽団の国際的な名声を築き上げた。

## 生涯
プラハ生まれ。プラハ音楽院でヴィオラを学ぶかたわら、同時に指揮をヴァーツラフ・ターリヒに学んだ。在学中から音楽院内の弦楽四重奏団でヴィオラ奏者を務めた。1945年にチェコ・フィルハーモニー管弦楽団（以後「チェコ・フィル」と略記）のヴィオラ奏者となる。
同じ年に音楽院時代の弦楽四重奏団がスメタナ弦楽四重奏団として正式にデビューした。1947年、当時チェコ・フィルの首席指揮者であったラファエル・クーベリックが急病となり、その代役として指揮者デビューを果たし、これ以後指揮に専念するためスメタナ弦楽四重奏団を退団した。さらに、1948年にクーベリックが共産党支配体制に反発し祖国を離れるとチェコ・フィルの常任指揮者となった。
1950年、クーベリックの後任にカレル・アンチェルが就任すると同楽団を離れ、ブルノ交響楽団、プラハ市交響楽団で指揮を執り、その後活躍の場を東ドイツに移す。1957年から1964年までベルリン・コーミッシェ・オーパーの首席指揮者、1964年にはライプツィヒ・ゲヴァントハウス管弦楽団の音楽監督およびライプツィヒ市の音楽監督に就任した。
1968年、プラハの春にソヴィエトが介入するとアンチェルはカナダに亡命、ノイマンはその後任としてチェコ・フィルの首席指揮者に就任し、祖国に戻った。この際、ソ連の介入に東ドイツが同調し東ドイツ軍を参加させたことに抗議して、ライプツィヒのポストを辞任している。また、シュターツカペレ・ドレスデンの首席指揮者を務めていた同胞のマルティン・トゥルノフスキーも、同様に職を辞した。
その後1970年から1973年までシュトゥットガルト国立歌劇場の音楽監督を兼任しているが、1990年に名誉指揮者となるまでの22年間チェコ・フィルの首席指揮者の地位にあり、数々のツアーやレコーディングを通じ、同管弦楽団の国際的名声を築き高めていった。この頃、ウィーン音楽院の教壇にも立っている。日本へも1969年の初来日以降、9度来日し演奏を行った。1976年の来日の際に日本でチェコ・フィルとプラハ・フィル合唱団でベートーヴェンの第9交響曲をレコーディングしている。
1989年、チェコ国内で発生したビロード革命では一貫して民主派側につき、11月17日～20日の間スメタナホールにおいて連日スメタナの「わが祖国」を演奏して学生ら活動家を応援し、民主化が成功した直後の12月14日には新大統領のヴァーツラフ・ハヴェルを招いてベートーベンの第9を演奏するなど、さまざまな面で活躍した。この直後、イルジー・ビエロフラーヴェクに首席指揮者の地位を譲るが、その後もチェコ・フィルとの活動は継続した。
1995年9月2日、滞在先のウィーンで逝去した。

## レパートリー
ノイマンとチェコ・フィルによる演奏は、特に国外のツアーでは、スメタナやドヴォルザーク、あるいはヤナーチェク、マルティヌーといった自国の作曲家の作品を採り上げることが多く、特に後二者の普及に果たした役割は大きい。また、スークの作品もしばしば演奏している。マーラー作品へも深い愛着を示し、2度にわたってマーラーの交響曲全集に取り組んだが、交響曲第7番と第8番を残し、2度目の全集完成前に亡くなった。遺作となった第9番の録音が完了したのは、そのわずか5日前だった。やや意外なところでは、オペレッタ序曲集（複数の作曲家を取り混ぜた企画としては類例が非常に少ない）を2度にわたって録音し、コーミッシェ・オーパー時代の片鱗を示している。

## 評価
指揮者のヘルベルト・ブロムシュテットは、ノイマンについて「生来の音楽家であり、そのコンサートはすべてがとても軽やかに、そしてごく自然に流れていました」と評している。